# 世界からのサプライズ動画
世界からのサプライズ動画（せかいからのサプライズどうが）とは、複数の事業体により展開されている有料の動画メッセージ提供サービス。この項目では主に日本語によるサービス展開について記述する。

## 概要
複数の外国人ダンサー（主にアフリカの黒人）が対象国の言語によるメッセージボードを掲げ、祝福のダンスを贈るというフォーマットが共通している。2015年ごろに中華人民共和国で発祥したサービス（黒人のメッセージ動画）が、やがて各国向けにアレンジされた。
2019年に台湾企業のMIYABI INTERNATIONAL INC.（台湾・新北市）が日本市場に展開し始めた。その後2021年11月から一般社団法人WORLD SMILEが同サービスの取り扱いを開始。WORLD SMILEの創立者によれば、自身の誕生日に友人が海外の知り合いに頼んで誕生日を祝うメッセージ動画をもらい、それがTikTok上で話題となったため、999人限定で無料サプライズ動画を作り始めたことが事業の原点だという。現在では個人事業主と思われるものも含め、複数の事業者が同様のサービスを行っていることがインターネット上で確認できる。
日本では2021年10月31日に投稿された、YouTuberの6面ステーションが東海オンエアのてつやの誕生日に送った動画が拡散され、インターネット・ミームとして話題となった。その後一般消費者が著名な人・グループに対してTwitterなどのSNSを通じてメッセージを送る使い方が流行し、定着した（後述）。

グローバル名は「World Surprise Video」 世界各地で派生して様々な名称で広がりを見せている
グローバル名称:World Surprise Video、中国: 非洲祝福、台湾: 非洲客製祝福 、米国: Unique Wishes、米国: Greetings from Africa、ヨーロッパ: Wishes from Africa、韓国: 월드 서프라이즈 영상、オーストラリア: Surprise Greetings、スウェーデン: Wishes made visual、日本: 世界からのサプライズ動画、インドネシア: Jastip video ucapan Afpika
出典: World Surprise Video History［The Source: Administrator's Thorough Explanation］

### サービスの流れ
利用者はWEBサイト、またはLINE・Twitter・Instagramのダイレクトメール機能から申し込み、一定額の料金を振り込んでメッセージ製作を依頼するシステムとなっており、メッセージ内容や、メッセージ動画に映る人・コスチューム・特別な演出（銃の発砲など）の有無などは申込者が選ぶことができる。また特別料金を払い込むことでダンスのオーダーをすることが可能となっている。
MIYABI INTERNATIONALの同サービスでは、3500円から32000円までのメニューに対して支払われた金額の一部は、アフリカの人々に寄付される仕組みとなっている。同社によると、当初は単に商売のひとつとしてこの業界に参入したが、アフリカの撮影チームの立ち上げに関わるうちに、貧困をはじめ様々な問題を目にし、雇用創出と寄付を軸としたアフリカへの支援活動を行うようになったという。またWORLD SMILEの動画に出演しているダンサーは、満足に食事が取れない人・仕事がない人・学校に行けない人・元兵士などを始めとした貧困に喘ぐ人々だという。この動画撮影が本業になっている人もいるという。

## 主な事例
- にじさんじのユニット・夜王国（ナイトキングダム: 不破湊、白雪巴、グウェル・オス・ガールの3人）の結成2周年を記念して、ファンがグウェル・オス・ガールに「世界からのサプライズ動画」を贈った[7]。
- コムドットのチャンネル登録者数300万人を記念し、ファンが「世界からのサプライズ動画」を贈った[5]。
- ぴくとはうすのチャンネル登録者数100万人を記念し、ファンが「世界からのサプライズ動画」を贈った[9]
- ジャにのちゃんねるのチャンネル開設2周年を記念し、チャンネルを運営する二宮和也らが自費でMIYABI INTERNATIONALに動画制作を依頼[10]。2023年5月21日に投稿された動画『#237【2周年!!】私財を投げて自分達で祝おうかとなった日』[11]で「世界からのサプライズ動画」のサービス紹介、制作された動画を公開[10]。その動画を今後エンディングで採用するとしていたが[10]、実際には採用されていない。

## 問題点
2017年にイギリスのBBC Newsが世界に向けて行った告発によると、これらの動画サービスでは子供たちが労働に従事しているが、彼らには報酬としてスナック菓子や数ドル程度しか与えられておらず、搾取や児童労働などの人権侵害の問題が指摘されている。
日本の反黒人差別団体「Japan for Black Lives」代表川原直実はジャにのちゃんねるの動画に関連し、「上半身裸などアフリカのステレオタイプ的な格好をさせられること、彼らにとって『無関係なコメント』を読み上げさせられていること、さらにそれを見た日本人が笑って『消費』すること。どのポイントをとっても人権侵害と言えます」と指摘した。
立命館大学国際関係学部教授白戸圭一は多くの日本人が「日本のほうが上で、アフリカのほうが下」という認識を暗黙のうちに共有している一方、アフリカや人権問題に関心のある日本人はリープフロッグ現象でIT産業が日本より発展していることなどの知識があるため、認識に差異が生じていることを言及した上で、アフリカのコミカルな部分だけを「笑いもの」として描いていて、ステレオタイプの増幅になっていることを指摘。白戸は、動画におけるステレオタイプの増幅の改善には動画内で歴史ある踊りを扱う、アフリカの多様な面を描く、アフリカ以外の世界中の人々もコミカルに扱う方法が考えられると提起した。

### マラウイでの人種差別動画制作事件
2022年6月のBBCの調査報道によると、マラウイ在住の中国人動画製作者が2020年に「私はニガーで知能が低い」という非常にレイシズムな中国語のメッセージを出演する現地の子供たちに読ませ、その様子を撮影しSNSにアップロードしたことが明らかになった。同調査報道を作成したルナコ・セリーナ（Runako Celina）記者は別の記事で、この手の動画は彼女の目に人間動物園に見え、救世主主義と貧困ポルノの特徴に満ちたと言った。中国での6年間の居住経験を引き合いながら、彼女は黒人恐怖症のような特定の人種差別思想が中国で蔓延しているとも批判した。また、このビジネスモデルが中国から輸出するではないかと危惧し、実際に日本などの新しいアジア市場に進出しており、消費者の様々な需要に応じて新たな高みに進化するのも確認できた。さらに、子供を搾取し撮影させたものと異なり、成人が出演する動画には強要される形跡が見られないが、製作者が彼らを利用し、このような人種的コンテンツから巨大な利益が得られるのは出演者自身が知らないだろうと示唆した。
6月14日、マラウイ政府はこの報道を受け、司法当局による捜査が始まったと発表した。在マラウイ中国大使館も当該動画の中の人種差別的な表現を非難し、現地当局への協力を表明した。マラウイの世論では当該製作者の逮捕または国外追放を要求する声が上がった。製作者はマラウイから逃亡したが、6月19日に隣国ザンビアのチパタで逮捕された。
製作者はザンビアで不法入国罪の有罪判決を受け、マラウイに送還。マラウイで娯楽目的の児童搾取、児童の不法取引など14件の罪に問われ、2023年7月20日に禁固12ヶ月の有罪判決を受けた。禁固刑は警察の勾留で満了しており、判決から7日以内にマラウイからの国外退去を命じられている。